# Trillium delicatum
Trillium delicatum, novootkrivena biljna vrsta iz porodice čemerikovki. Vrstu je 2019. otkrio botaničar Aaron Floden. Javlja se u vlažnim poplavnim šumama u slivovima rijeka Oconee i Ocmulgee u središnjoj Georgiji, u SAD-u, i ima izražen cvjetni miris. 
Vrsta je rijetka: postoji nekoliko poznatih lokacija i potrebna joj je zaštita

## Vanjske poveznice
- Trillium delicatum A. Floden & E.E. Schill.  Arhivirana inačica izvorne stranice od 21. ožujka 2021. (Wayback Machine)